# 地球上水分佈
地球上水分佈（英語：Water distibution on Earth），實際情況是存在大氣層和地殼中的大部分均來自鹹的海水，而淡水僅佔總量中近2.5%。地球上鹹水的平均鹽度為35‰（千分之35，大致相當於1公斤（千克）海水中含有35克鹽），但各地海洋會因從周圍陸地獲得逕流的數量及降雨量不一而鹽度會略有不同。整體而言，包含在海洋和緣海的鹹水佔地球水量的95.5%、鹹的地下水佔地球水量的1%。沒任一內流盆地所儲存的水會達到全球顯著佔比的程度。含鹽地下水數量不大，大約只在評估乾旱地區的水質時才被列入考慮。
前述之外，地球上所剩餘的水即為淡水資源。通常淡水的定義是其鹽度比海水鹽度的1%還低的水（即低於0.35‰，千分之零點35左右）。而介於這種鹽度和1‰之間的水因為其僅供人類和動物的邊際用途使用，而通常被稱為邊際水。地球上鹹水與淡水的比例約為50比1。
地球上的淡水分佈也很不均勻。雖然在中生代和古近紀等溫暖時期，地球上並無冰河存在，所有淡水只存在河川和溪流中，但今天大多數淡水會以冰、雪、地下水和土壤水分的形式存在，只有0.3％會以液體形式存在於地表。在地表以液態形式的淡水中，有87%存在於湖泊中，11%存在樹沼中，只有2%存在於河川中。大氣中和生物體內也存在少量的水。
雖然已知地下水總量遠大於河流中的水量，但其中很大部分是鹹水。乾旱地區的地下還有大量古地下水存在，數千年來從未被地下水循環更新，絕不能被視為可再生水。

## 鹹水與淡水分佈

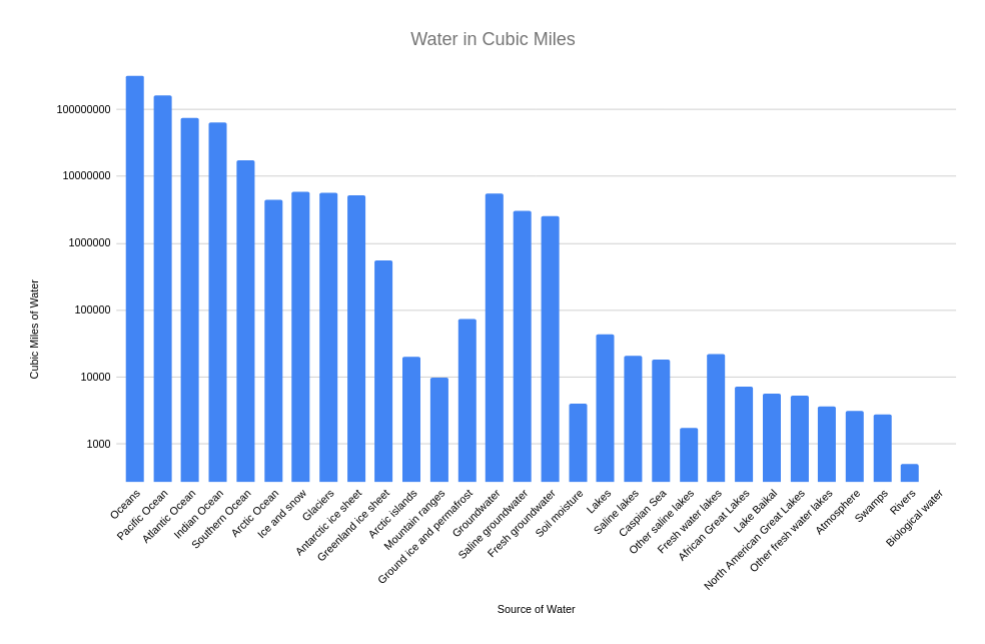
地球水資源分佈（立方英里）。

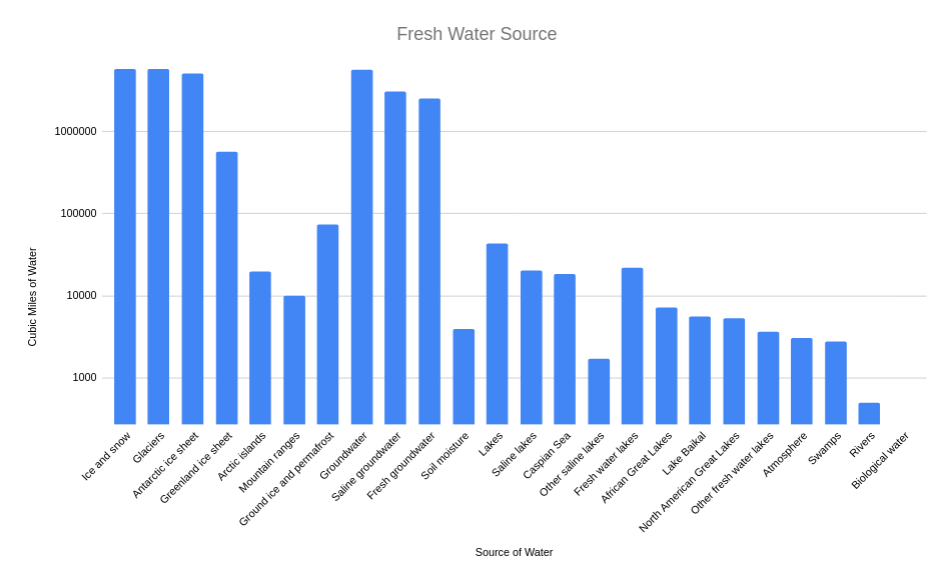
地球淡水分佈，包括鹹水湖與鹹地下水（立方英里）。

地球上水的總量估計為13.86億立方公里（3.33億立方英里），其中97.5%是鹹水，2.5%是淡水。只有0.3％的淡水會以液體形式存在於地表。
由於佔地球表面積約63%的海洋會反射藍光，從太空看地球，它以藍色呈現，而通常被稱為藍色行星和暗淡藍點。湖泊和河川等中的液態淡水佔有地球表面積約1%，加上地球極地的冰蓋，因此地球表面有75%受到水的覆蓋。
| 儲藏所在         | 數量 立方公里 (立方英里)     | % 總 水量 | % 鹹 水 | % 淡 水 | % 地表液體 淡水 |
| ---------------- | ---------------------------- | --------- | ------- | ------- | --------------- |
| 海洋             | 1,338,000,000（321,000,000） | 96.5      | 99.0    |         |                 |
| 太平洋           | 669,880,000（160,710,000）   | 48.3      | 49.6    |         |                 |
| 大西洋           | 310,410,900（74,471,500）    | 22.4      | 23.0    |         |                 |
| 印度洋           | 264,000,000（63,000,000）    | 19.0      | 19.5    |         |                 |
| 南冰洋           | 71,800,000（17,200,000）     | 5.18      | 5.31    |         |                 |
| 北極海           | 18,750,000（4,500,000）      | 1.35      | 1.39    |         |                 |
| 冰與雪           | 24,364,000（5,845,000）      | 1.76      |         | 69.6    |                 |
| 冰河             | 24,064,000（5,773,000）      | 1.74      |         | 68.7    |                 |
| 南極冰蓋         | 21,600,000（5,200,000）      | 1.56      |         | 61.7    |                 |
| 格陵蘭冰原       | 2,340,000（560,000）         | 0.17      |         | 6.68    |                 |
| 北極海島嶼       | 83,500（20,000）             | 0.006     |         | 0.24    |                 |
| 山脈             | 40,600（9,700）              | 0.003     |         | 0.12    |                 |
| 地表冰與永久凍土 | 300,000（72,000）            | 0.022     |         | 0.86    |                 |
| 地下水           | 23,400,000（5,600,000）      | 1.69      |         |         |                 |
| 鹹地下水         | 12,870,000（3,090,000）      | 0.93      | 0.95    |         |                 |
| 地下淡水         | 10,530,000（2,530,000）      | 0.76      |         | 30.1    |                 |
| 土壤 水分        | 16,500（4,000）              | 0.0012    |         | 0.047   |                 |
| 湖泊             | 176,400（42,300）            | 0.013     |         |         |                 |
| 鹹水湖           | 85,400（20,500）             | 0.0062    | 0.0063  |         |                 |
| 裏海             | 78,200（18,800）             | 0.0056    | 0.0058  |         |                 |
| 其他鹹水湖       | 7,200（1,700）               | 0.00052   | 0.00053 |         |                 |
| 淡水湖           | 91,000（22,000）             | 0.0066    |         | 0.26    | 87.0            |
| 非洲大湖地區     | 30,070（7,210）              | 0.0022    |         | 0.086   | 28.8            |
| 貝加爾湖         | 23,615（5,666）              | 0.0017    |         | 0.067   | 22.6            |
| 五大湖           | 22,115（5,306）              | 0.0016    |         | 0.063   | 21.1            |
| 其他淡水湖泊     | 15,200（3,600）              | 0.0011    |         | 0.043   | 14.5            |
| 大氣層           | 12,900（3,100）              | 0.00093   |         | 0.037   |                 |
| 樹沼             | 11,470（2,750）              | 0.00083   |         | 0.033   | 11.0            |
| 河流             | 2,120（510）                 | 0.00015   |         | 0.0061  | 2.03            |
| 生物體中水分     | 1,120（270）                 | 0.000081  |         | 0.0032  |                 |

### 湖泊
總計地球上的湖泊儲有約有199,000平方公里的水。大多數湖泊位於北半球高緯度地區，遠離大型人類居住所在。北美五大湖是其中一個例外，其儲存的淡水體積佔世界總量的21%，居住在五大湖盆地有3,300萬人口。位於五大湖系統沿岸的大城市有加拿大的雷灣、聖凱瑟琳斯、哈密爾頓、多倫多、奧沙華和京士頓，以及美國的底特律、杜魯斯、密爾瓦基、芝加哥、蓋瑞、克利夫蘭、水牛城和羅徹斯特等。

### 地下水
儲存於地下的淡水有巨大的經濟價值，特別是對中國這類氣候相對乾旱的國家。地下水的分佈與地表河水大致相似，但在炎熱乾燥的氣候下比地表水更易於儲存，因為靠水壩圍起的水庫較易受到蒸發。在如葉門等國家，在雨季中不穩定的降水所補充的地下水是主要灌溉用水的來源。
由於測量地下水補給比測量地表徑流更難準確，因此縱然在地表水供應相當有限的地區也通常沒用到地下水。即使到今天，針對同一地的地下水補給總量的各家估計也存在很大差異，具體取決於所採用的資料，並且對於古地下水的抽取經常會發生超抽的情況（包括對美國的奧加拉拉蓄水層）而且幾乎總在發現以及開始抽取時就未將此因素予以嚴肅考慮。

## 河水分佈
估計全球河川總水量為2,120平方公里（510立方英里），佔地表淡水的0.49%。對河川和流域水量的估計通常並非根據其靜態體積，而是根據其水流數量（即地表徑流）。河川徑流在地表的分佈非常不均勻。
| 洲或地區          | 河流逕流 (立方公里/年) | 世界佔比 |
| ----------------- | ---------------------- | -------- |
| 亞洲 （不含中東） | 13,300                 | 30.6     |
| 南美洲            | 12,000                 | 27.6     |
| 北美洲            | 7,800                  | 17.9     |
| 大洋洲            | 6,500                  | 14.9     |
| 撒哈拉以南非洲    | 4,000                  | 9.2      |
| 歐洲              | 2,900                  | 6.7      |
| 澳大利亞          | 440                    | 1.0      |
| 中東與北非        | 140                    | 0.3      |

上述地區間存在巨大差異。例如澳大利亞本身具有數量不多的可再生淡水供應，其中有四分之一位於幾乎無人居住的約克角半島。而即使在水源充足的大陸，也有些地區極度缺水，例如美國的德克薩斯州，整個州的面積有695,622平方公里，可再生淡水供應總量僅26立方公里/年 。南非的總面積為1,221,037平方公里，可再生淡水供應量只有44平方公里/年。全球可再生水最集中的地區是在：
- 亞馬遜河和奧利諾科河流域（總計6,500立方公里/年，佔全球河川徑流的15%）
- 東亞
  - 長江流域 - 1,000立方公里/年
- 南亞與東南亞，年總河川徑流量8,000立方公里，佔全球河川徑流量的18%
  - 恒河盆地 - 900立方公里/年
  - 伊洛瓦底江盆地 - 500立方公里/年
  - 湄公河盆地 - 450立方公里/年
- 加拿大的河川逕流與數目眾多的湖泊所儲存的淡水佔全球的10%以上
  - 馬更些河 - 超過250立方公里/年
  - 育空河 - 超過150公里/年
- 西伯利亞
  - 葉尼塞河盆地 - 佔全球淡水的5%以上，僅次於亞馬遜河流域
  - 鄂畢河 - 超過500立方公里/年
  - 勒拿河 - 超過450立方公里/年
- 新幾內亞
  - 弗萊河與塞皮克河 - 兩條河的流域面積僅約150,000平方公里，而總淡水量超過300平方公里/年。

## 海洋面積、體積和深度
| 名稱       | 面積 (106 平方公里) | 水量 (106 立方公里) | 平均深度 (米) |
| ---------- | ------------------- | ------------------- | ------------- |
| 太平洋     | 165.2               | 707.6               | 4,282         |
| 大西洋     | 82.4                | 323.6               | 3,926         |
| 印度洋     | 73.4                | 291.0               | 3,963         |
| 其餘海與洋 | 361                 | 1,370               | 3,796         |

海洋地殼的歷史相對年輕（平均約6千萬年）、薄而緻密，其中沒任何岩石的歷史可以追溯到盤古大陸分裂之前（約2億年）。因為水的密度比任何氣體都大，會流入由高密度海洋地殼構成的"窪地" （金星並未有水，窪地似乎就形成廣闊的平原，其上方有隆起的高原）。海水中的鹽分有兩個主要來源：最大部分是經雨水（呈弱酸性）侵蝕陸地岩石，將其中鹽分透過河川逕流攜帶進入海洋。其次是鹽分透過海底熱泉進入海水，也有鹽分由海底火山而來。海水會滲入海床裂縫，加上岩漿熱度助長而發生化學作用，讓海水失去氧氣、鎂及硫，而後從附近岩石吸收鐵、鋅及銅。

## 可用水量變率
可用水量的變率對於水生物種和人類用水都很重要：僅在少數幾個潮濕年份產生的水不能被視為可再生水。在某些乾旱地區，因有源自高山河川的豐沛逕流而能生產豐富的農產，美國加利福尼亞州聖華金谷因有源自內華達山脈的聖華金河水提供灌溉即為一例。
但在澳大利亞和南部非洲，情況卻有所不同。這裡與世界其他氣候相似的大陸地區相比，有更高的徑流變化。在兩地典型的溫帶（柯本氣候分類C）和乾旱（柯本氣候分類B）氣候河流的徑流變異係數是其他大陸地區河流的三倍。其原因是所有其他大陸的土壤主要是由第四紀冰期作用和造山運動所塑造，但澳大利亞和南部非洲的土壤至少自白堊紀（約1億4550萬年前至6550萬年前）早期以來就沒有發生過變化，並且通常自上一個石炭紀（從3.58億年前至2.98億年前）冰河時期以來就沒發生過變化。此兩處的土壤的可用養分水平往往比其他大陸類似氣候的低幾個數量級，促成本地植物長出密度更高的根部（例如叢生根）以吸收數量極少的磷和其他養分來作彌補。由於這類植物的根部會吸收大量的水，典型的當地河流只有在降雨量達到約300毫米（12英寸）或更多時才會出現徑流。在其他大陸，由於植物根系密度低，在小雨後即會出現徑流。
| 氣候型態 (修正式柯本分類) | 年均降雨量         | 典型逕流率 澳達利亞及南部非洲 | 典型逕流率 世界其他地區 |
| ------------------------- | ------------------ | ----------------------------- | ----------------------- |
| BWh                       | 250 mm（10英寸）   | 1% (2.5 mm)                   | 10% (25 mm)             |
| BSh (地中海式氣候邊緣)    | 350 mm（14英寸）   | 3% (12 mm)                    | 20% (80 mm)             |
| Csa                       | 500 mm（20英寸）   | 5% (25 mm)                    | 35%(175 mm)             |
| Cfa                       | 900 mm（35英寸）   | 15% (150 mm)                  | 45% (400 mm)            |
| Cb                        | 1,100 mm（43英寸） | 25%(275 mm)                   | 70% (770 mm)            |

註：1. mm=毫米（公釐），2. 關於氣候分類代號，參見柯本氣候分類英文版。
這種情況造成的結果是澳大利亞和南部非洲的許多河流（與其他大陸上極少數河流相比）在理論上無法調節，因為水庫中水較快速的蒸發率讓理論蓄水量需要夠大才能將河流水量維持在給定的水平，因而導致實際能被利用的水卻很少。此類的例子包括艾爾湖盆地的河流（流域面積佔澳大利亞的六分之一）。即使澳大利亞的其他河流，也需要三倍的蓄水量才能提供如北美洲東南部或中國南部類似氣候下供水量的三分之一。這種情況還會影響水生生物，對於那些能在大洪水後快速繁殖的物種非常有利，以便其能在下一次乾旱時期中存活下來。
相較之下，澳大利亞和南部非洲的熱帶（柯本氣候分類A）氣候區河流的徑流比並不明顯低於世界其他類似氣候區域的河流。但前者熱帶區域的土壤比在當地乾旱和溫帶地區的土壤更為貧瘠，但植被可利用有機磷或溶解在雨水中的磷酸鹽作為養分來源。
另有其他一些徑流變化較大的孤立地區，但基本上是由於降雨不穩定，而並非水文不同所造成。其中包括：
- 西亞（或稱西南亞）
- 巴西東北部地區
- 北美大平原

## 地球內部可能存在的水庫
根據推測，有水存在於地殼、地函，甚至是內地核中，並通過"地質水循環"與地表海洋相互作用。但地球內部實際儲存的水量仍然存在爭議。據估計，在地球內部數百公里深處可能存在的水量是海洋中的1.5至11倍，但並非以液態形式存在。

### 儲於地幔中的水

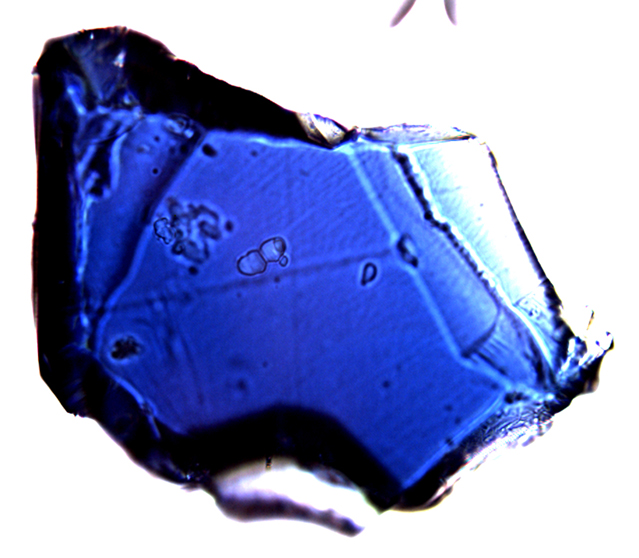
在約520-660公里深地函（亦稱）中的尖晶橄欖石 - 可能包含高達幾個重量百分比的水在其晶體結構中。

下地函所含的水量可能是所有地表水（所有的海洋、湖泊及河流）總和的5倍之多。 
地球內部儲存的水量可能等於或超過所有表面海洋的水量。有研究人員提出，地函水總量可能達到數十個海洋質量。地函中的水主要以羥基 (OH) 的形式溶解在名義上無水的礦物中。岩石和礦物中所含的這些OH雜質可用來潤滑構造板塊，影響岩石粘度和熔化過程，並減緩地震波。上地函和下地函之間地函過渡帶的兩個地函相 - 瓦茲利石和尖晶橄欖石 - 可能包含高達幾個重量百分比的水在其晶體結構中。於2014年，根據產自巴西馬托格羅索州茹伊納的一顆鑽石中的含水尖晶橄欖石樣本，是可確定地函中存有水的直接證據。地震觀測顯示位於美國下地函頂部的脫水熔體中存在水。分子水 (H2O) 不是地函中的主要含水相，而在天然鑽石中發現有冰七存在，推測可能是水在壓力極高的下地函中進入鑽石，而後在地表溫度的條件下才形成。